# Kina w Krakowie
Kina w Krakowie

## Historia

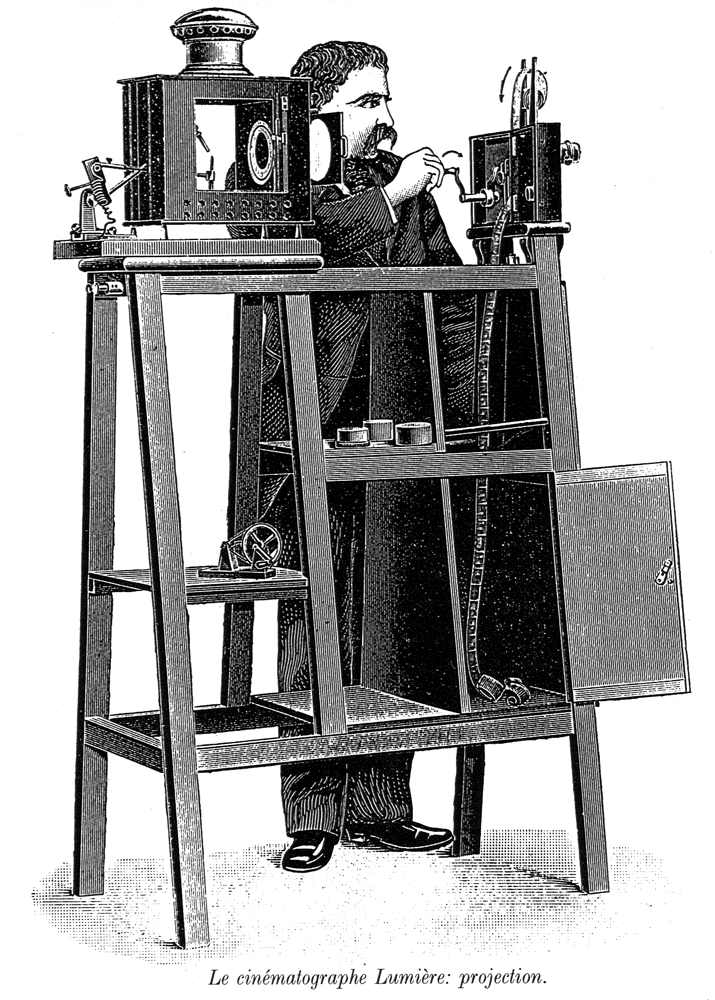
Kinematograf

Pierwszy pokaz „kinematografu” w Polsce odbył się 14 listopada 1896 roku w teatrze miejskim w Krakowie przy placu św. Ducha. Seanse odbywały się w trzech seriach: pierwsza do 29 listopada 1896, druga od 2 do 13 grudnia 1896 i trzecia od 2 do 7 lutego 1897. Wyświetlano filmy z firmy braci Lumière. Pierwszy pokaz składał się z 2 części. W pierwszej pokazano: Śniadanie dziecka, Plac Pocztowy, Mimik z kapeluszem, Kłócące się dzieci, Plac królewski w Madrycie oraz inscenizowaną komedię Oblany ogrodnik. W drugiej wyświetlano m.in.: Polityczny zatarg, Francuską kawalerię, Hiszpańską artylerię, Masarnię Fin du Siècle, Kąpiel w morzu i Kolej żelazną.
Następne pokazy odbyły się rok później w sali recepcyjnej hotelu Kleina przy ul. św. Gertrudy 6 (hotel Monopol) w listopadzie 1897.
Do kolejnych pokazów kinowych wykorzystywano zarówno sale teatralne (np. salę Teatru Ludowego przy ul. Rajskiej 12, czy salę Sokoła w Podgórzu), jak i przystosowane pomieszczenia (np. Teatr Letni w Parku Krakowskim, wspomnianą salę w hotelu Kleina oraz od 19 sierpnia 1905 do 1 października 1905 Teatr Fenomen mieszczący się w pocyrkowym budynku przy ul. Starowiślnej).

### Rozwój kin w Krakowie
W 1907 spółka Grunwald i Kleinberger zorganizowała pierwsze stałe kino Krakowa – Cyrk Edison działające do 1912.
W 1909 przy ul. św. Tomasza 37 zorganizowano teatr kinematograficzny Orion.
W grudniu 1910 w Pałacu Spiskim (Rynek Główny 34) działał teatr Kineton (kolejne nazwy Złuda i Zachęta).
W 1912 zaczęły powstawać nowoczesne kina. Pod patronatem instytucji społecznych powstały:
- kinoteatr Excelsior (uruchomione 15 października 1912 w sali przy ul. Rajskiej 12) – działał pod nazwą Bajka od 14 lutego 1913 do drugiego półrocza 1914. W 1914 kino Corso. Po jego likwidacji siedziba Teatru Ludowego,
- kinoteatr Towarzystwa Szkoły Ludowej (uruchomione 30 października 1912 przy ul. Podwale 6) posiadał salę na ok. 200 miejsc – od II połowy 1916 działał pod nazwą Promień do lat 30. XX w.

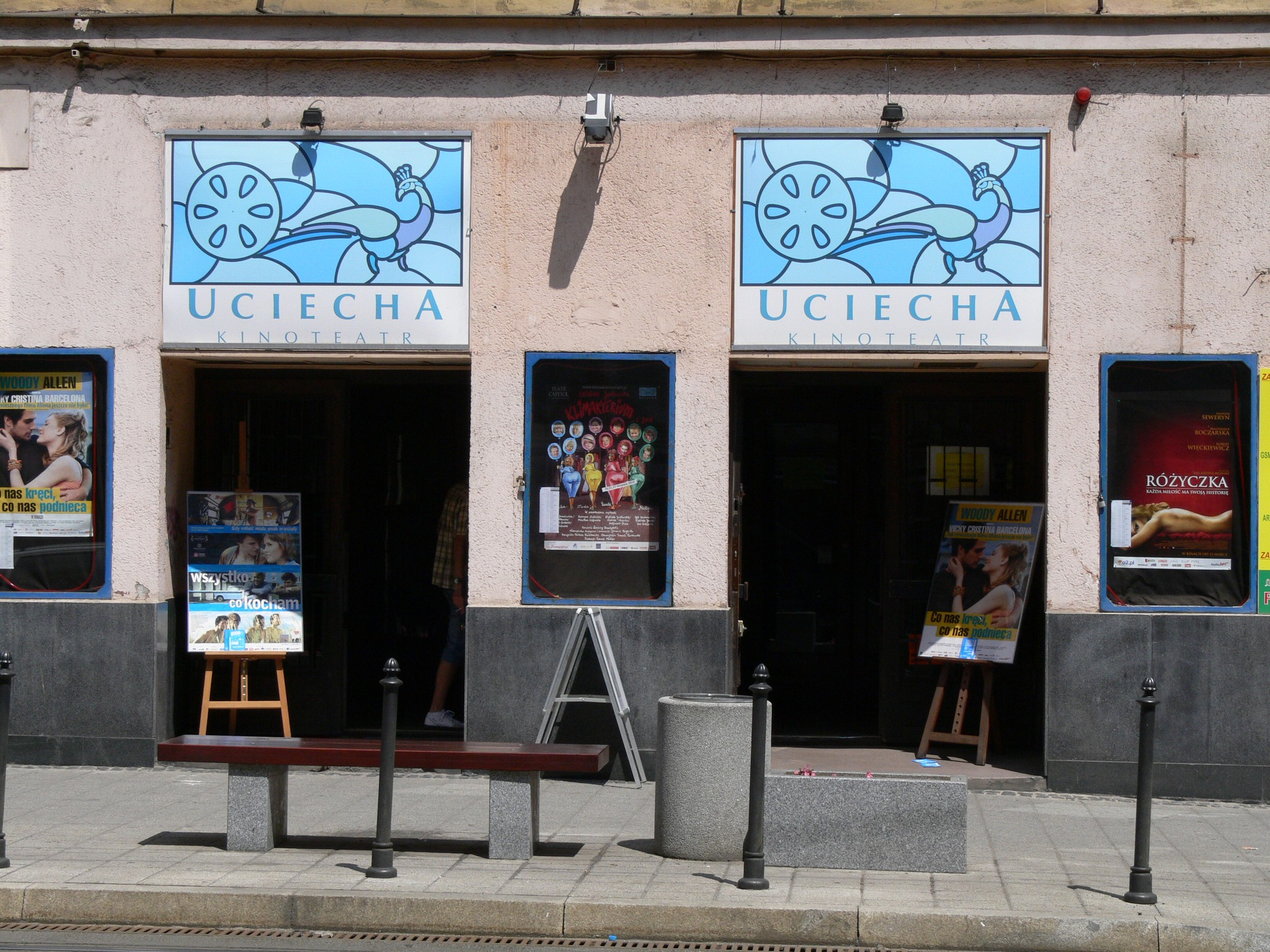
Wejście do kinoteatru Uciecha w 2010 r.

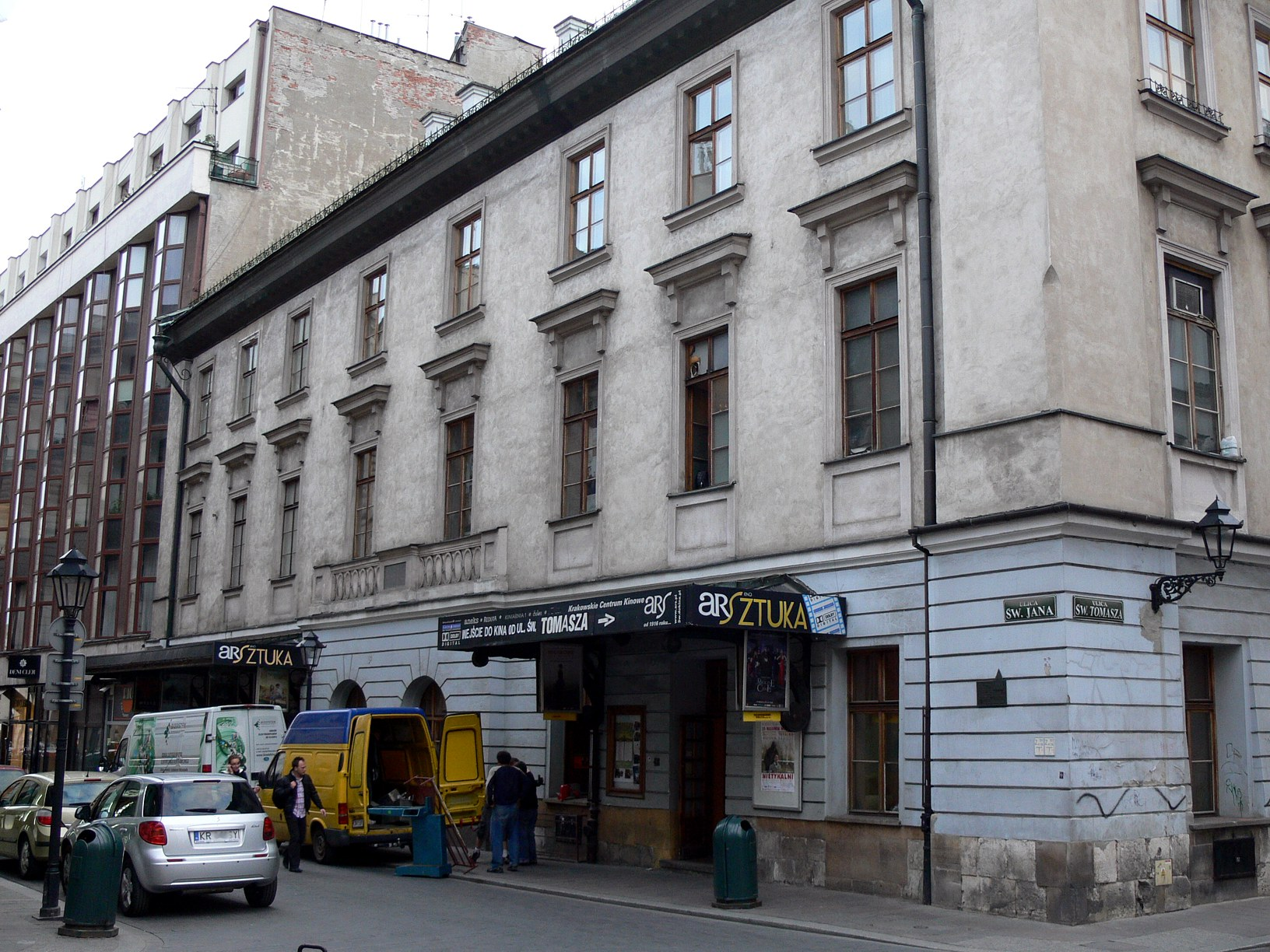
Kino ARS – Sztuka

Następne kina, działające jeszcze do końca XX w. to:
- Wanda – otwarte 16 listopada 1912 przy ul. św. Gertrudy 5 z dużym, posrebrzanym ekranem o wymiarach 7,5 × 5,5 m i salą na ponad 500 osób[4],
- Uciecha – otwarte 7 grudnia 1912 przy ul. Starowiślnej 16 z wnętrzem projektu Henryka Uziembły, sala na 430 osób[5].

W 1913 roku otwarto następujące kinoteatry:
- Kinetofon Edisona – prezentował eksperymentalne filmy dźwiękowe w Starym Teatrze, na początku 1914 został przeniesiony do hotelu Union przy ul. św. Gertrudy 27 (obecnie Hotel Royal),
- Kino Nowości przy ul. Starowiślnej 21, w latach 30. kino Adria, obecnie Scena Kameralna Starego Teatru,
- Kino Sokół w Podgórzu,
- Kinoteatr Wisła na placu Szczepańskim 3 (dawna kawiarnia Bisanza),
- Teatr świetlny Złuda w Pałacu Spiskim w Rynku Głównym, w miejscu teatru Kineton.

W kwietniu 1914 uruchomiono teatr świetlny Urania przy ul. Stradomskiej 27.
W 1916 otwarto kina:
- Sztuka – 26 października 1916[6] przy ul. św. Jana 6,
- Lubicz w dawnym budynku restauracji Johnów przy ul. Lubicz 15 (kolejne nazwy: Reduta, Corso, Słonko, Stella, Gdańsk, po 1945 kino Młoda Gwardia – zlikwidowane na początku lat 80. XX w.),
- kino Czerwonego Krzyża przy ul. Zielonej 17 (obecnie ul. Sarego), od 1917 pod nazwą Opieka[7].

W 1917 zorganizowano kino Zachęta w Pałacu Spiskim w miejsce kina Złuda, wcześniej teatru Kineton.

### Dwudziestolecie międzywojenne

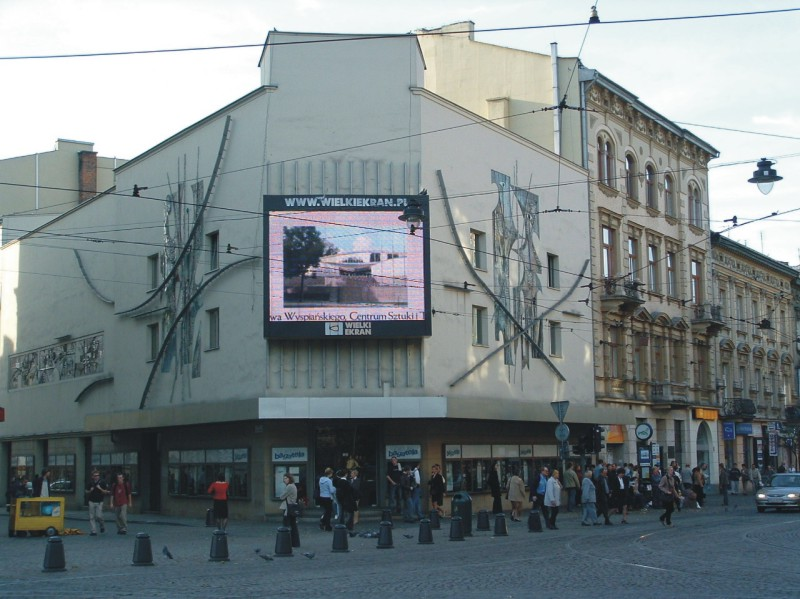
Teatr Bagatela w Krakowie

- 1921 – zbudowano kinoteatr Warszawa, w 1932 r. przebudowano go na kino Atlantic (szeroki ekran, blisko 500 miejsc).
- 28 stycznia 1921 powstało kino Naukowo-Pouczające przy ul. Smoleńsk 9, mieściło się w sali odczytowej na pierwszym piętrze. Od tego miejsca wywodzi się późniejsza nazwa – kino Muzeum[8], od 1959 kino Studio.
- 1923 – kino Dom Żołnierza Polskiego przy ul. Lubicz 48, później Dom Żołnierza, następnie operetka.
- 1926 – kino Charitas przy ul. Lea 55, później Maskotka, obecnie w całości Dom Parafialny Księży Misjonarzy.
- 1926 – kinoteatr Bagatela przy ul. Karmelickiej 2, od 1938 Scala, podczas okupacji tylko dla Niemców, obecnie Teatr Bagatela.
- 1930 – kino Apollo przy ul. św. Tomasza 11.
- 1931 – kino Świt przy ul. Zwierzynieckiej 1, w czasie okupacji Urania (tylko dla Niemców), później Melodia (ponad 800 miejsc).
- 1937 – kino LOPP (Liga Obrony Powietrznej i Przeciwgazowej) przy ul. Wybickiego 1, po 1945 kino Wolność (ul. 18 Stycznia 1), zlikwidowane w 1994.

Przed wybuchem wojny działało w Krakowie 15 kin.
| Lp. | Kino          | grudzień 1934 | grudzień 1938 | Adres                 | Uwagi            |
| --- | ------------- | ------------- | ------------- | --------------------- | ---------------- |
| 1   | Adria         | +             | +             | ul. Starowiślna 21    |                  |
| 2   | Apollo        | +             | +             | ul. św. Tomasza 11    |                  |
| 3   | Atlantic      | +             | +             | ul. Stradom 15        |                  |
| 4   | Bagatela      | +             | –             | ul. Karmelicka 2      | od 1938 Scala    |
| 5   | Dom Żołnierza | –             | +             | ul. Lubicz 48         |                  |
| 6   | LOPP          | –             | +             | (ul. Wybickiego 1)    |                  |
| 7   | Muzeum        | –             | +             | ul. Smoleńsk 9        |                  |
| 8   | Promień       | +             | +             | ul. Podwale 6         |                  |
| 9   | Scala         | –             | +             | (ul. Karmelicka 2)    | do 1938 Bagatela |
| 10  | Słonko        | +             | –             | ul. Lubicz 15         | nast. Stella     |
| 11  | Stella        | –             | +             | ul. Lubicz 15         | uprz. Słonko     |
| 12  | Sztuka        | +             | +             | ul. św. Jana 6        |                  |
| 13  | Świt          | +             | +             | ul. Straszewskiego 18 |                  |
| 14  | Uciecha       | +             | +             | ul. Starowiślna 16    |                  |
| 15  | Wanda         | +             | +             | ul. św. Gertrudy 5    |                  |
| 16  | Zorza         | +             | +             |                       |                  |
| 17  | Fotoplastikon | –             | +             | (ul. Szczepańska 5)   |                  |

### II wojna światowa
W czasie wojny funkcjonowało 8 kin – 6 dla Polaków: Apollo, Atlantic (Warszawa), Stella (Młoda Gwardia), Sztuka, Uciecha, Wanda i 2 dla Niemców: Scala (teatr Bagatela), Urania (Filharmonia).

### Kina działające po II wojnie światowej

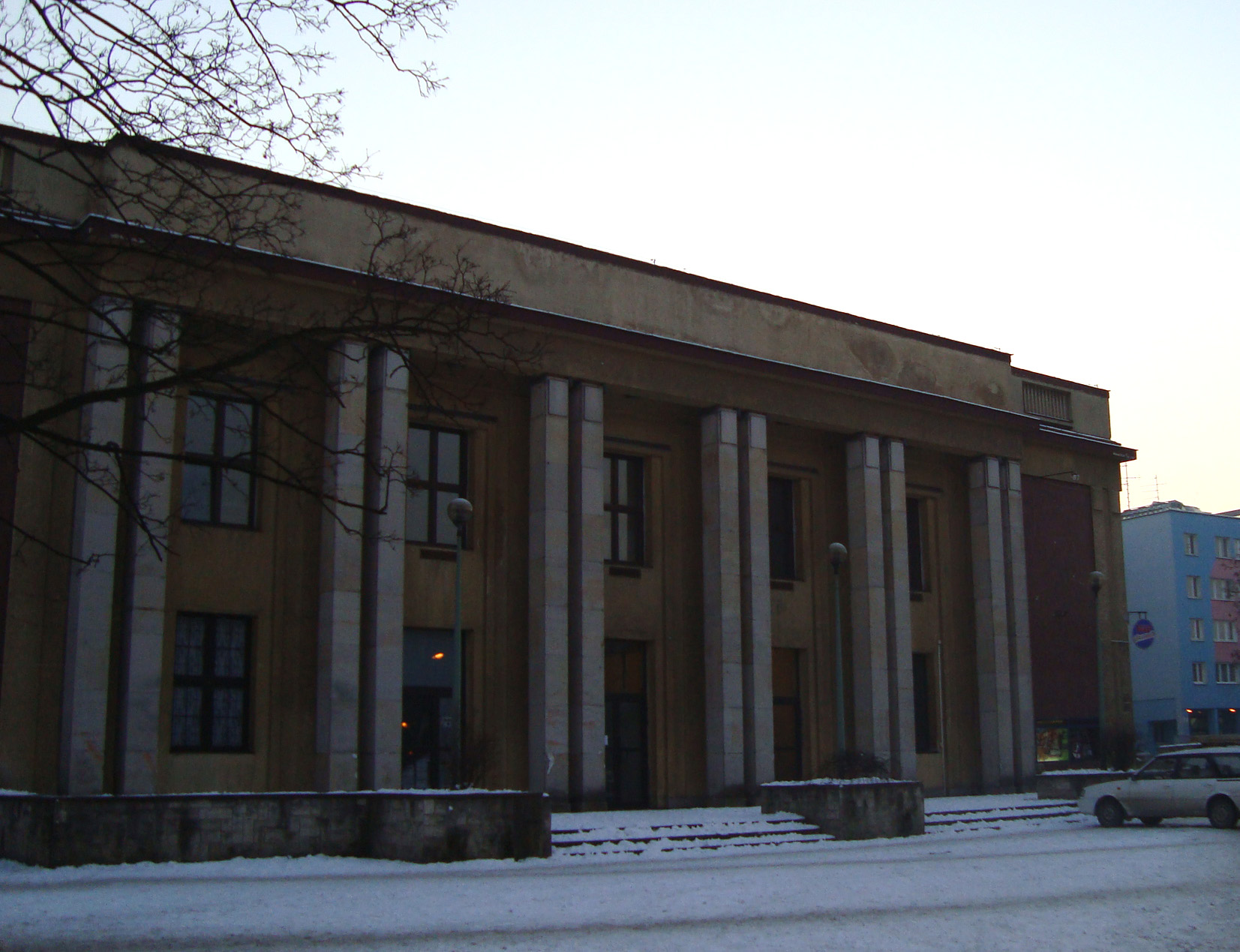
Kino Światowid

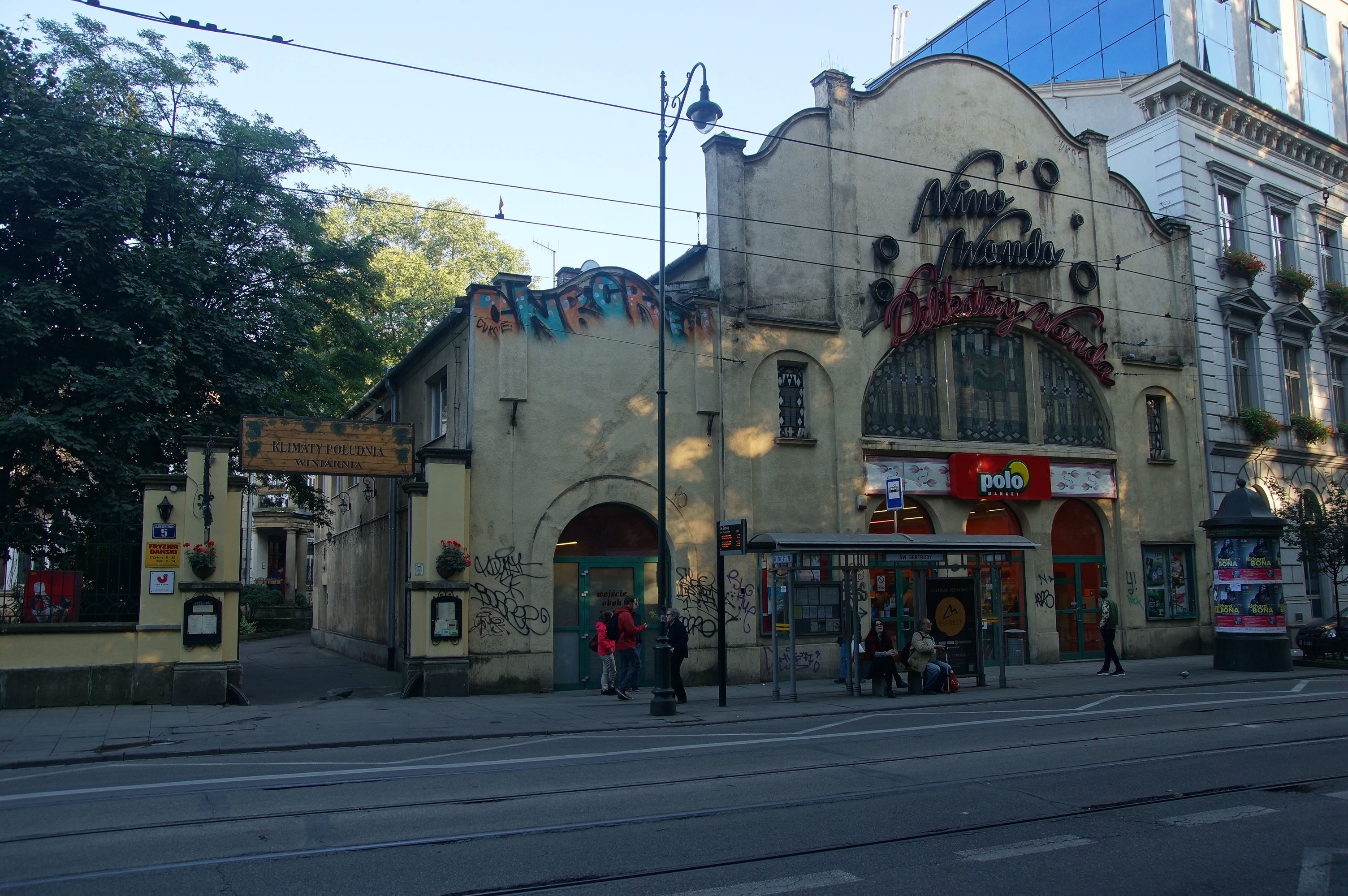
Budynek kina Wanda (fot. z 2014)

- Aktualności[12] – w końcu lat 40. w sali Apollo[13], następnie w Nowej Hucie[14].
- Amfiteatr – przy ul. Szlak 71[15] w Pałacu na Szlaku zbudowanym w 1878 według projektu Antoniego Łuszczkiewicza, siedzibie Radia Kraków w latach 1950–1998, niszczejący obiekt[16] w 2015 kupiła Wyższa Szkoła Europejska im. ks. Józefa Tischnera[17][18].
- Apollo – przy ul. św. Tomasza 11a, zamknięte w 2004[19], obecnie klub Hush Live.
- Balladyna – w Nowej Hucie[20].
- Chemik – w budynku administracyjnym Solvay w Borku Fałęckim (ul. Zakopiańska 62), nie istnieje.
- Cassino – kino letnie przy ul. Zyblikiewicza (wówczas Bitwy pod Lenino)[15].
- Cracovia – kino letnie przy al. Marszałka Ferdynanda Focha (wówczas Puszkina)[15].
- DKF Rotunda – przy ul. Oleandry 1, działające od 1971 r. Zamknięte w 2016 r. w związku ze złym stanem budynku i wymówieniem stowarzyszeniu umowy najmu[21].
- Dom Żołnierza – przy ul. Lubicz 48, nie istnieje, na jego miejscu powstała nowoczesna opera[22].
- Dworcowe[23]
- Energetyk[20]
- Gazownik – przy ul. Gazowej 21[15].
- Gdańsk – kino działające w latach 50. XX w.[24]
- Iskierka – przy ul. Żywieckiej[25] 44[26], nie istnieje.
- Kino 18 – kino studyjne przy ul. Floriańskiej 18/5[27][28].
- Kinoteatr Wrzos – przy ul. Zamoyskiego 50, jednostka Domu Kultury „Podgórze” (150 miejsc). Zamknięte i wyburzone w 2018[29].
- Kleparz – przy ul. Lubelskiej 27[15].
- Kolejarz[20]
- Kolorowe – w Nowej Hucie[30].
- Krakus – przy al. Krasińskiego 18[15].
- Kultura – w pałacu „Pod Baranami”; od 1969 w jego miejscu działa kino „Pod Baranami”.
- Maskotka – przy ul. Lea 55 (wówczas Dzierżyńskiego), nie istnieje, zlikwidowane na początku lat 80. XX w.
- Melodia – działało w budynku Filharmonii krakowskiej[31] przy ul. Zwierzynieckiej 1[26], nie istnieje.
- Miniaturka – przy ul. Franciszkańskiej 1[15].
- Młoda Gwardia – przy ul. Lubicz 15, zlikwidowane na początku lat 80. XX w.
- Nowa Huta[23][32]
- Orion[30] – w Podłężu[33].
- Dźwiękowe kino Oświatowe – ul. Garncarska 1[13].
- Pasaż – działało w Pasażu Bielaka (Rynek Główny 9) otwarte 23 lipca 1974[34], zamknięte w 2008[35][36].
- Podwawelskie – działało na os. Podwawelskim, przy ul. Komandosów, nie istnieje.
- Prokocim[20] – przy ul. Bieżanowskiej 71[33], w latach 70. ZZK Prokocim[37]
- Przyjaźń[38]
- Puchatek – kino parkowe[39].
- Robotnik[32] – w Czyżynach[40], uruchomione w kwietniu 1951 pierwsze w Polsce kino hotelowe[41].
- Stal[42] – działało w Nowej Hucie[43] od 26.02.1951[44], obecnie sala gimnastyczna XVI Liceum Ogólnokształcącego (os. Willowe 1).
- Studio[14] – przy ul. Smoleńsk 9 (wcześniej Muzeum[3])
- Swoszowianka[20]
- Sygnał – kino w Ogrodzie Strzeleckim[15].
- Sztuka – przy ul. św. Jana 6, działało do 7 maja 2012 roku jako jedna z kilku sal kinowych w Centrum Kinowym ARS[45].
- Światowid – działało w Nowej Hucie, Osiedle Centrum E od 1957[46] do 1992 roku jako jedno z dwóch dużych nowohuckich kin tamtego okresu. W latach 2008–2013 siedziba Krakowskiego Oddziału Muzeum Historii Polski, od 2013 siedziba Muzeum PRL-u.
- Bliźniacze kino Świt (na Osiedlu Teatralnym 10) rozpoczęło swoją działalność w 1953[47]. Działało do 2002[41]. Od 2013 po remoncie w dużej sali kinowej działa supermarket, mała sala kinowa została przekształcona w „Filmową Café”.
- Tęcza – przy ul. Praskiej 52.
- Uciecha – przy ul. Starowiślnej 16, obecnie klub nocny Shine.
- Ugorek – na os. Ugorek, nie istnieje. Później w tym miejscu ciucholand, następnie Centrum Kultury Ugorek (działało w 2013 r. przez kilka miesięcy), obecnie jest tam dom kultury dla dzieci.
- Wanda – przy ul. św. Gertrudy 5, obecnie supermarket Mila.
- Warszawa – przy ul. Stradomskiej 15, działa w tym miejscu kompleks sportowo-wypoczynkowy.
- Wiedza – przy ul. Bulwarowej 17 w Nowej Hucie[26], następnie pod taką nazwą w Krakowskim Domu Kultury (Pałac Pod Baranami, Rynek Główny 27)[48].
- Wisła – działało od 1959[49] do końca lat 80. XX w. na rogu ulic Podgórskiej i Gazowej w budynku z XIX w. (ul. Gazowa 21), obecnie klub.
- Wolność – przy pl. Inwalidów (wówczas plac Wolności), zlikwidowane w 1994. Następnie klub nocny disco, obecnie Fitness Club[31].
- Zdrowie[30]
- Zryw[42] – w Nowej Hucie (Łęg)[43].
- Zuch[14] – przy ul. Krowoderskiej 8. Pod koniec lat 70. XX wieku nazwę zmieniono na Szkolne kino Studyjne, a od 1996 do czerwca 2009 kino funkcjonowało jako Paradox.
- Związkowiec – przy ul. Grzegórzeckiej 71, działało od pierwszej połowy lat 50. XX w.[50][51], nie istnieje, funkcjonował jako hala widowiskowa[31]. Została wznowiona działalność po przeprowadzeniu inwestycji przez miasto[52][53] – funkcjonuje jako Teatr Variété, pierwszy muzyczny teatr w Krakowie[54].

- Krakowskie Centrum Kinowe ARS – przy ul. św. Tomasza, wznowiło działalność 18 sierpnia 1995. Posiadało 5 sal: Gabinet (32 miejsca), Kiniarnia (30 miejsc), Salon (20 miejsc), Aneks (50 miejsc), Reduta – kinoteatr w tzw. sali Saskiej (171 miejsc). Zostało zamknięte z końcem 2018 r. Trwają poszukiwania nowej siedziby[55].

- Cinema City w wyburzonej galerii Plaza posiadało 9 sal, 2664 miejsca; IMAX działał w galerii Plaza od 12 grudnia 2001, posiadał amfiteatralnie zbudowaną salę kinową z ekranem o wymiarach 24 m szerokości i 18 m wysokości[56], 424 miejsca.

## Kina działające

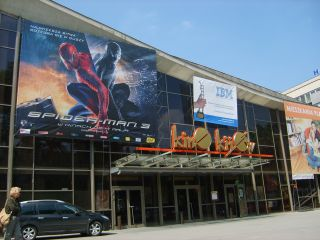
Kino Kijów

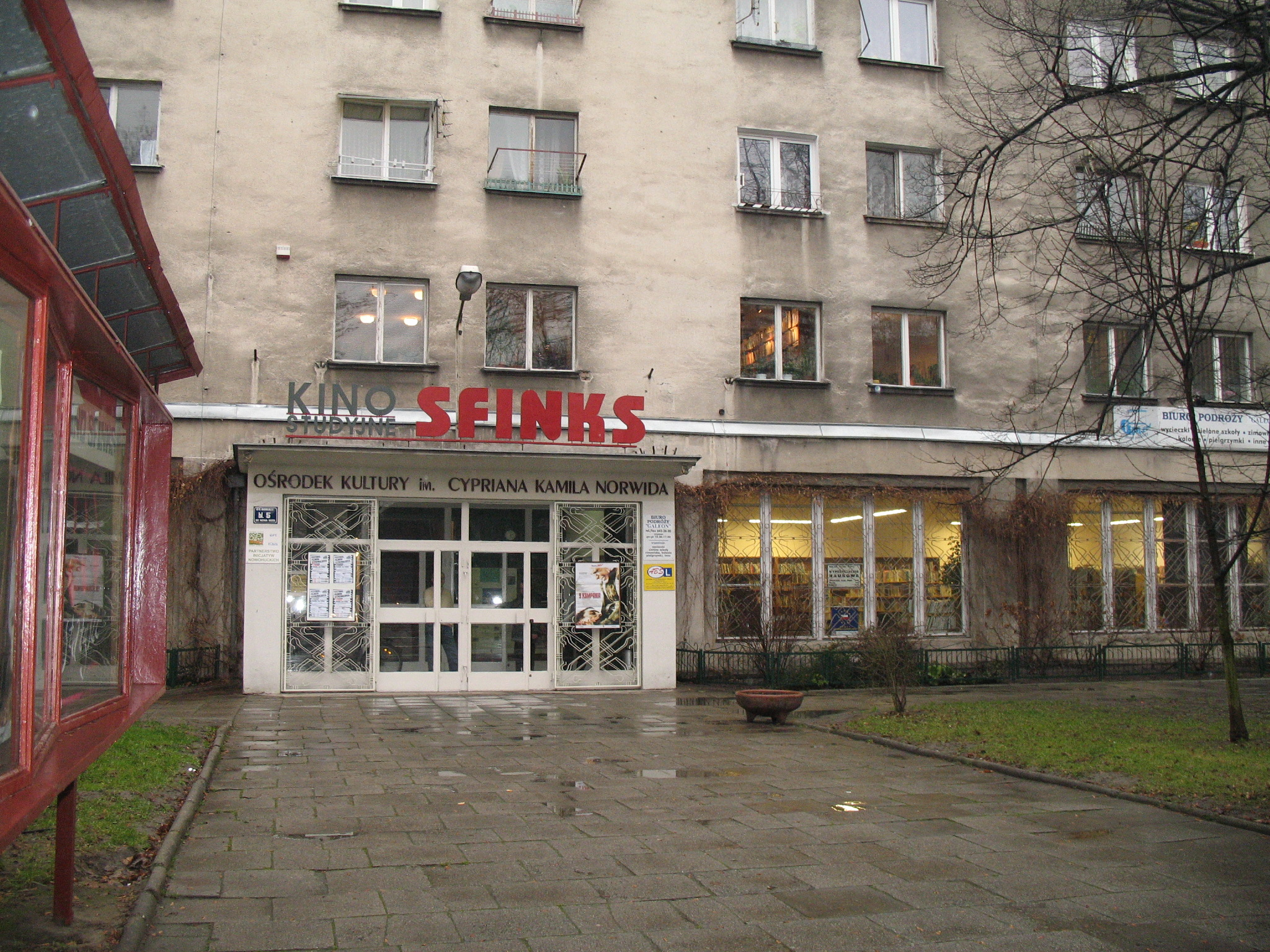
Kino Sfinks

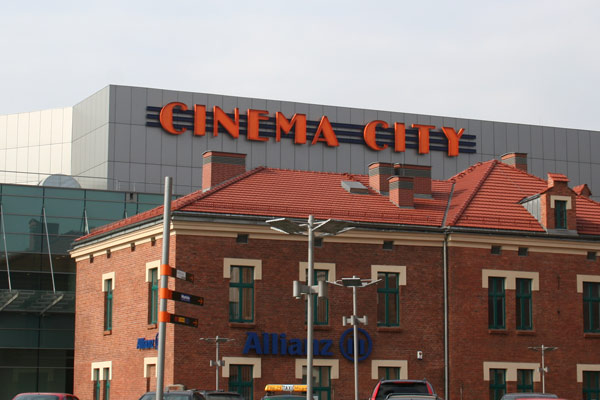
Kino Cinema City Kazimierz w Krakowie

- Kijów (obecnie Kijów.Centrum) – przy al. Zygmunta Krasińskiego 34, działające od 1967. Posiada trzy sale: Główną (828 miejsc), Studio (32 miejsca) oraz klub Off Kijów. Przed przebudową sala główna posiadała jeszcze więcej miejsc (ok. 920).
- Agrafka – kino studyjne, znajdujące się przy ul. Krowoderskiej 8, w budynku krakowskiego ogniska polskiej YMCA (109 miejsc).
- Mikro – kino studyjne przy ul. Lea 5, działające od 1959 roku[57]. Od 7 kwietnia 1984 funkcjonujące jako Klub Sztuki Filmowej „Mikro&mikroffala”. Posiada 2 sale: Mikro (123 miejsca), Mikroffala (14 miejsc). Od 30 listopada 2013 posiada oddział w Galerii Bronowice przy ul. Stawowej 61 – mini kino studyjne „Mikro w Galerii” (35 miejsc)[58].
- Paradox – kino studyjne działające przy ul. Krupniczej 38 (między 1996 a 2009 w budynku krakowskiego ogniska polskiej YMCA przy ul. Krowoderskiej 8) (60 miejsc).
- kino „Pod Baranami” – kino studyjne, znajdujące się w Pałacu Pod Baranami. Rozpoczęło działalność w 1969. Od 1993 do 2003 było częścią Centrum Filmowego Graffiti. Posiada trzy sale: Białą (30 miejsc), Czerwoną (128 miejsc), Niebieską (102 miejsca) oraz od 2017 w ramach projektu BARANY W MOSie kino przy ul. Rajskiej 12 w Małopolskim Ogrodzie Sztuki[59] (funkcjonowało wcześniej w strukturach Teatru im. Juliusza Słowackiego jako 13Plus, 78 miejsc).

- Sfinks – kino studyjne na os. Górali 5, działające od 1959 roku[60] (98 miejsc).
- Kika – najmłodsze kino studyjne, przy ul. Ignacego Krasickiego 18. Kino rozpoczęło działalność 27 stycznia 2012[61] (kinokawiarnia, pięć sal: sala KIKA – 44 miejsca[62], sala PUFA – 12 miejsc[63], sala SOFA – 20 miejsc[62], sala BIBA – 49 miejsc[62], sala CAFE – 20 miejsc[62]).
- sieć Cinema City:
  - Zakopianka – 10 sal, 2218 miejsc + IMAX[56]
  - Galeria Kazimierz – 10 sal, 1813 miejsc
  - Bonarka City Center – 20 sal w tym 3 sale VIP, 3234 miejsca
- Multikino – przy ul. Dobrego Pasterza 128. Posiada 12 sal, 2926 miejsc.

### Kina letnie
- BarbaKino – kino letnie w Barbakanie, projekcje organizowane przez Muzeum Historyczne Miasta Krakowa[64].
- Kino pod Wawelem – plenerowe kino pod Wawelem, projekcje organizowane z okazji Krakowskiego Festiwalu Filmowego.
  - W dniach 27.05.2013 do 31.05.2013 o godzinie 22 prezentowane były filmy z cyklu „Dźwięki muzyki”[65].
  - W dniach 30.05.2016 do 3.06.2016 o godz. 21:30 przy Powiślu 11 prezentowane były filmy nawiązujące do fenomenu The Beatles. Lista filmów: John Lennon. Chłopak znikąd, Backbeat, Yesterday, Imagine: John Lennon, The Rutles[66].
- Kino sferyczne – kino wakacyjne na Placu Jana Nowaka-Jeziorańskiego, projekcje od 10 do 22[67].
- Kino Filmboksu i Antyradia – kino na bulwarach wiślanych w Krakowie koło dawnego hotelu Forum, seanse co czwartek o godz. 20[67].
- Letni Projektor – kino wyświetla filmy w różnych nietypowych lokalizacjach: dach Galerii Kazimierz, Łąki Nowohuckie, hotel Forum. Seanse o godz. 20.30[67].
- Kino Perła – w 2013 działało na krakowskim Kazimierzu w klubie Literki przy ul. Berka Joselewicza 21[67], w 2014 od 6 czerwca do 31 sierpnia w dwóch lokalizacjach: przy kawiarni „Bal” na ul. Ślusarskiej 9 i na parkingu „Tesco” przy ul. Wielickiej, seanse od środy do niedzieli ok. 21[68].
- Kino w ogródku restauracji Ziemiańska – przy ul. Izaaka 7, seanse co piątek od 21. Na seansach prezentowana była filmowa klasyka: Czy Lucyna to dziewczyna?, ABC miłości, Zapomniana melodia, Ada! To nie wypada![67].
- Kino plenerowe w ramach Netia OFF Camera 2016 – plenerowe kino na Placu Szczepańskim, projekcje organizowane w ramach 9 Międzynarodowego Festiwalu Kina Niezależnego „Netia Off Camera”[69]. Seanse codziennie od 29 kwietnia do 8 maja 2016 o godz. 21. Prezentowane filmy: The Million Dollar Hotel, Last Days, Buena Vista Social Club, Performer, 45 lat, Hana-bi, Imigranci, Locke, Victoria, El Clan[70].
- Kino plenerowe na Miasteczku Studenckim AGH – projekt uruchomiony w 2010[71]. W 2016 organizowany przez Centrum Mediów AGH pomiędzy DS „Stokrotka” a Klubem Zaścianek: 14 czerwca o 20:30 seans filmu Moonrise Kingdom[72].
- Muzealne Kino Samochodowe – pierwsze w Krakowie, seans 10 września 2016 o godz. 20. Projekcja w industrialnej scenerii dawnego lotniska Kraków-Czyżyny przy ul. Izydora Stelli-Sawickiego 41. Wyświetlono dwa filmy fabularne, poruszające temat wpływu techniki na ludzkie życie: Złote czasy radia w reż. Woody’ego Allena oraz film Marsjanin z Mattem Damonem w roli głównej. Podczas projekcji możliwy był odbiór dźwięku przez radioodbiornik samochodowy. Organizatorem wydarzenia było Muzeum Inżynierii Miejskiej w Krakowie[73].
- Kino samochodowe w Tauron Arenie – pierwsze w historii kino samochodowe wewnątrz hali widowiskowo-sportowej. Dwie projekcje filmu Mroczny Rycerz w reż. Christophera Nolana w dniu 11.06.2017 o 15:30 i 19:00 z okazji trzeciej rocznicy otwarcia Tauron Areny Kraków[74][75].
- Kino Lotnik – przy al. Jana Pawła II 39 w Muzeum Lotnictwa Polskiego (50 miejsc).
- Kino Letnie ARS – przy ul. Dolnych Młynów 10 (ogródek ZetPeTe) Krakowskie Centrum Kinowe ARS tymczasowo uruchomiło edycję Kina Letniego (7 lipca – 15 września 2019)[76][77].